# Metrosideros polymorpha
Metrosideros polymorpha — вид квіткових рослин родини миртові (Myrtaceae). Ендемік Гавайських островів.

## Назва
Гавайська назва дерева звучить як охіа лехуа (хауса ʻōhiʻa lehua). У світі за деревом закріпилася назва охіа (англ. Ohia), а його квіти, що використовуються для плетіння традиційних гавайських вінків, називаються лехуа (англ. Lehua).

## Поширення

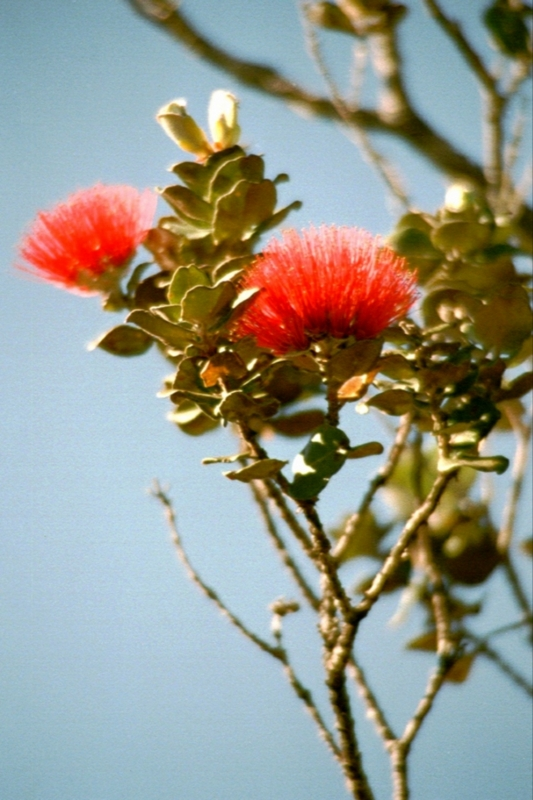
Квітка

Вид досить поширений на Гаваях. Трапляється на островах Гаваї, Кауаї, Ланаї, Мауї, Молокаї та Оаху. Росте переважно у вологих і помірних або сухих лісах у долинах і в горах, а також у субальпійських чагарниках і на сухих лавових скелях на висоті до 2200 м наді рівнем моря. Заселені різноманітні типи ґрунтів, але переважають середні та важкі глинисті ґрунти. Metrosideros polymorpha також можна знайти на скелястих ґрунтах і ґрунтах, які утворюються на охолоджених потоках лави.

## Опис
Дерево, що виростає до 20–25 м у сприятливих ситуаціях і набагато менший розпростертий кущ, коли росте на болотистих ґрунтах або безпосередньо на базальті. Вид дає яскраві квіти, що складаються з маси тичинок, які можуть варіюватися від вогненно-червоного до жовтого. Деревина міцна, червонувато-коричневого кольору.

## Швидка смерть охіа
З 2014 року на острові Гаваї спостерігається відмирання дерева охіа, спричинене двома видами грибів Ceratocystis huliohia та Ceratocystis lukuohia. Гриб також присутній на острові Кауаї з 2018 року. Хвороба отримала назву швидка смерть охіа через те, що здорові дерева гинуть протягом кількох днів або тижнів. Відтоді Міністерство сільського господарства та Служба національних парків запровадили карантинні закони та правила очищення, особливо для туристичного взуття, щоб запобігти поширенню грибків у незаражених районах або на сусідніх островах.